# Ritomo Miyata
Ritomo Miyata (宮田莉朋?,  Miyata Ritomo; Kanagawa, 10 agosto 1999) è un pilota automobilistico giapponese, vincitore dei campionati Super Formula e Super GT nel 2023.
Nelle Formule minori ha vinto la Super Formula Lights nel 2020 e due volte la Formula 4 giapponese, nel 2016 e 2017.

## Carriera

### Formule minori
Nel 2015 Miyata esordisce in monoposto nel campionato giapponese di Formula 4 con il team Takagi Racing, l'anno seguente entra nel team team TOM'S ed vince due gare e si laurea campione. Nel 2017 si riscrive alla Formula 4 dove vince altre quattro gare e finisce undici a volte a podio, riesce a vincere di nuovo il campionato davanti a Ukyo Sasahara e Yuki Tsunoda, futuro pilota di Formula 1. Lo stesso anno partecipa alla F3 giapponese dove ottiene diversi podi e chiude al quarto posto. Nei due anni seguenti continua nella Formula 3 dove collezione altre dieci vittorie nella serie e arriva per due volte al secondo posto, nel 2018 dietro a Shou Tsuboi, nel 2019 al francese Sacha Fenestraz.

### Super GT

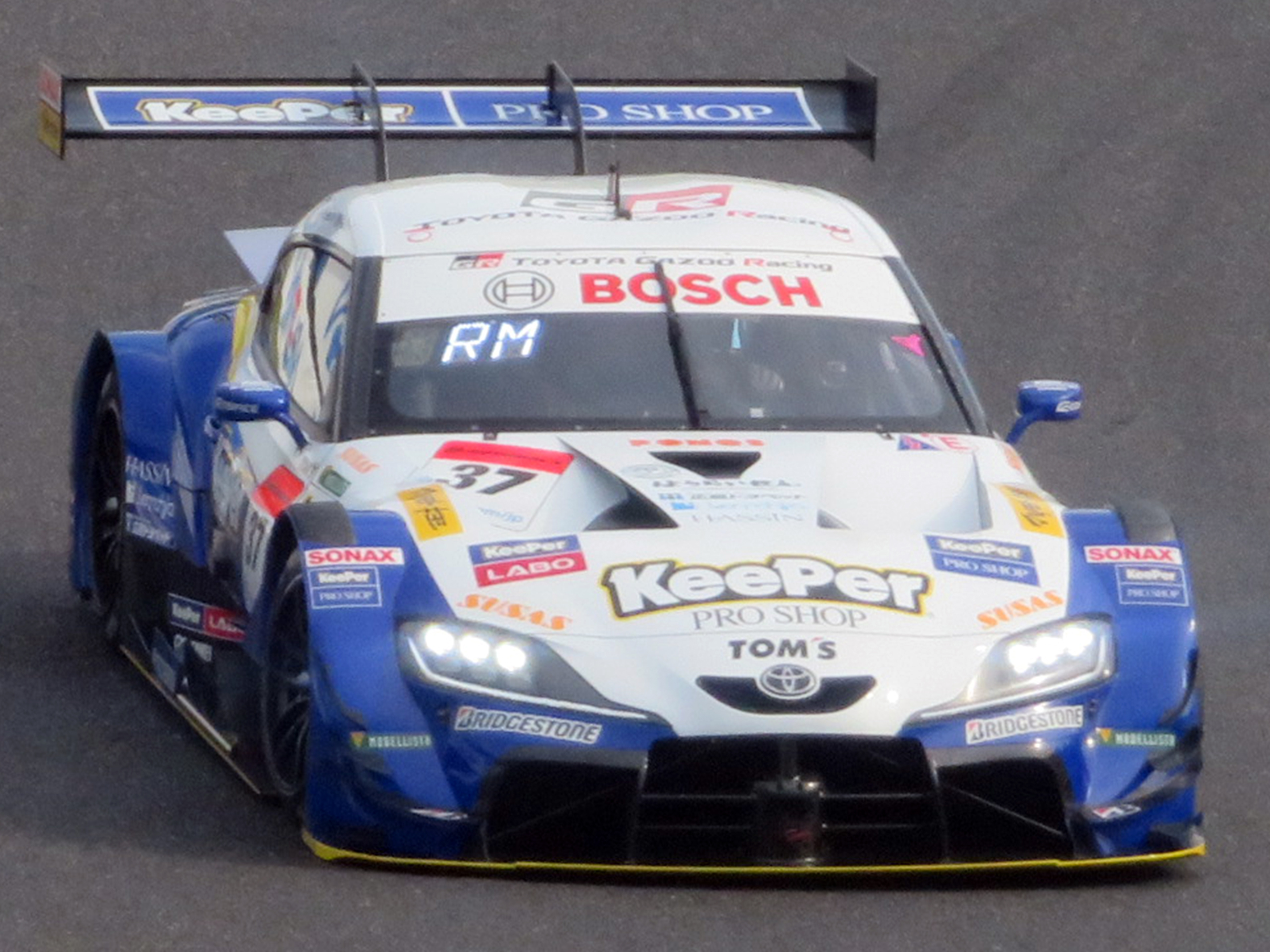
Ritomo Miyata nel 2022 con la Toyota GR Supra GT500	del team TOM'S

Nel 2018 partecipa al campionato Super GT nella classe GT3000 con il team LM Corsa a guida di una Lexus RC F GT3. Il suo primo podio arriva con un terzo posto sul circuito di Buriram. L'anno seguente trova la sua prima vittoria nella competizione a Autopolis e partecipa per la prima a una gara della categoria GT500. Nel 2020 partecipa a tutta la stagione nella categoria GT500 con il team Toyota Bandoh, raggiunge in diverse occasioni la zona a punti, nel 2021 viene confermato dal team. Sul circuito del Fuji conquista la sua prima pole nella serie GT500 e in gara finisce settimo.
Nel 2022 in coppia con Sacha Fenestraz ottiene al Fuji la sua prima vittoria nella serie. Il duo ottiene anche un altro podio e chiude sesto in classifica generale. L'anno seguente, sempre con il supporto della Toyota e del team TOM'S, Miyata partecipa alla serie in coppia con Sho Tsuboi. Dopo una prima corsa complicata l'equipaggio ottiene la vittoria al Fuji e il secondo posto a Suzuka. Nelle tre successive gare il duo chiude sempre in top 10, ad Autopolis ottengono la seconda vittoria stagionale. Il team si ripete nell'ultimo round stagionale a Motegi. Grazie a questi risultati Miyata e Tsuboi si laureano campioni nella serie.

### Super Formula
Nel 2020 si iscrive al campionato Super Formula Lights dove conquista 12 vittorie e 16 podi nelle diciassette gare disputate, che lo portano a vincere il campionato. 
Lo stesso anno partecipa anche a due gare nella Super Formula con il team Vantelin Team TOM'S, nel 2021 viene confermato dal team per tutte le gare della stagione prendendo il posto di Nick Cassidy. Nel 2022 viene confermato dal team insieme a Giuliano Alesi. Nella seconda gara del Fuji conquista il suo primo podio nella categoria, chiudendo terzo dietro a Tomoki Nojiri e Ryo Hirakawa. Si ripete nel ultima gara stagionale a Suzuka dove sale di nuovo sul gradino più passo del podio. A fine stagione Miyata chiude quarto in classifica piloti.
Per la stagione seguente viene confermato dal team. Ottiene due vittorie, la prima a Suzuka davanti a Sho Tsuboi e la seconda a Sugo davanti a Tomoki Nojiri. Grazie al doppio podio nel round finale riesce a laurearsi campione davanti al pilota della Red Bull Junior Team, Liam Lawson.

### Formula 2
Nel 2024 con il supporto della Toyota decide di prendere al Campionato FIA di Formula 2, il pilota giapponese correrà con il team Rodin Carlin con il supporto della Toyota. Il pilota nipponico terminò la sua prima stagione nella categoria al diciannovesimo posto. Nel gennaio del 2025 prenderà parte ai test privati del team Haas, provando per la prima volta una vettura di Formula 1.
L'anno seguente rimase in Formula 2 passando al team francese ART Grand Prix.

### Mondiale Endurance
Nel settembre del 2023 oltre agli impegni in Super Formula prende parte alla 6 Ore del Fuji, round valido per il Campionato del mondo endurance, nella classe GTE Am guidando la Ferrari 488 GTE Evo del team Kessel Racing. Il pilota nipponico nella sua prima gara nel WEC riesce a ottenere il podio arrivando terzo nella propria classe.
L'anno seguente diventa pilota di riserva del team Toyota Gazoo Racing e partecipa alla European Le Mans Series nella classe LMP2 con il team Cool Racing. Visto gli impegni di Kelvin van der Linde in Formula E, il pilota nipponico prende parte alla 6 Ore di Spa-Francorchamps nella classe LMGT3 con la Lexus RC F GT3 del Akkodis ASP Team.

## Risultati

### Riassunto della carriera
| Stagione | Serie                | Team                     | Gare | Vittorie | Pole | G.V | Podi | Punti | Pos. |
| -------- | -------------------- | ------------------------ | ---- | -------- | ---- | --- | ---- | ----- | ---- |
| 2015     | Formula 4 giapponese | RSS Takagi Racing        | 6    | 0        | 0    | 0   | 1    | 24    | 15°  |
| 2016     | Formula 4 giapponese | Corolla Chukyo Kuo TOM'S | 12   | 2        | 2    | 1   | 5    | 142   | 1°   |
| 2017     | F3 giapponese        | Corolla Chukyo Kuo TOM'S | 18   | 0        | 0    | 2   | 10   | 79    | 4°   |
| 2017     | Formula 4 giapponese | Tom's Spirit             | 14   | 4        | 5    | 6   | 11   | 231   | 1°   |
| 2018     | F3 giapponese        | Corolla Chukyo Kuo TOM'S | 19   | 2        | 2    | 2   | 15   | 117   | 2°   |
| 2018     | Super GT-GT300       | LM Corsa                 | 8    | 0        | 0    | 0   | 1    | 23    | 15°  |
| 2019     | F3 giapponese        | Corolla Chukyo Kuo TOM'S | 20   | 8        | 10   | 10  | 15   | 142   | 2°   |
| 2019     | Super GT-GT300       | LM Corsa                 | 7    | 1        | 0    | 0   | 1    | 25    | 12°  |
| 2019     | Super GT-GT500       | Lexus Team au TOM'S      | 1    | 0        | 0    | 0   | 0    | 0     | -    |
| 2020     | Super Formula Lights | TOM'S                    | 17   | 12       | 6    | 15  | 16   | 153   | 1°   |
| 2020     | Super Formula        | Vantelin Team TOM'S      | 2    | 0        | 0    | 0   | 0    | 7     | 17°  |
| 2020     | Super GT-GT500       | Toyota Bandoh            | 8    | 0        | 0    | 0   | 0    | 10    | 17°  |
| 2021     | Super Formula        | Vantelin Team TOM'S      | 7    | 0        | 0    | 0   | 0    | 22    | 10°  |
| 2021     | Super GT-GT500       | Toyota Bandoh            | 8    | 0        | 2    | 1   | 2    | 36    | 11°  |
| 2022     | Super Formula        | Vantelin Team TOM'S      | 10   | 0        | 0    | 1   | 2    | 64    | 4°   |
| 2022     | Super GT-GT500       | Toyota Bandoh            | 8    | 1        | 0    | 0   | 2    | 43    | 6°   |
| 2023     | Super Formula        | Kuo Vantelin Team TOM'S  | 9    | 2        | 0    | 2   | 6    | 114,5 | 1°   |
| 2023     | Super GT-GT500       | Toyota Bandoh            | 8    | 3        | 1    | 0   | 24   | 89    | 1°   |
| 2023     | WEC - GTE Am         | Kessel Racing            | 1    | 0        | 0    | 0   | 1    | 15    | 20°  |

* Stagione in corso

### Risultati completi Super GT
(legenda) (Le gare in grassetto indicano la pole position) (Le gare in corsivo indicano Gpv)
| Anno | Team                | macchina              | Classe | 1      | 2       | 3      | 4       | 5       | 6      | 7      | 8      | Punti | Pos. |
| ---- | ------------------- | --------------------- | ------ | ------ | ------- | ------ | ------- | ------- | ------ | ------ | ------ | ----- | ---- |
| 2018 | LM Corsa            | Lexus RC F GT3        | GT300  | OKA 17 | FUJ 7   | SUZ 5  | CHA 3   | FUJ Rit | SUG 9  | AUT 12 | MOT 24 | 23    | 15°  |
| 2019 | LM Corsa            | Lexus RC F GT3        | GT300  | OKA 7  |         | SUZ 10 | CHA 15  | FUJ 22  | AUT 1  | SUG 19 | MOT 9  | 25    | 12°  |
| 2019 | Lexus Team au TOM'S | Lexus LC500 GT500     | GT500  |        | FUJ Rit |        |         |         |        |        |        | NC    | 0    |
| 2020 | Toyota Bandoh       | Toyota GR Supra GT500 | GT500  | FUJ 9  | FUJ 15  | SUZ 10 | MOT Rit | FUJ 7   | SUZ 9  | MOT 11 | FUJ 10 | 10    | 17°  |
| 2021 | Toyota Bandoh       | Toyota GR Supra GT500 | GT500  | OKA 12 | FUJ 7   | MOT 2  | SUZ 13  | SUG Rit | AUT 13 | MOT 2  | FUJ 13 | 36    | 11°  |
| 2022 | Toyota Bandoh       | Toyota GR Supra GT500 | GT500  | OKA 11 | FUJ 14  | SUZ 3  | FUJ 1   | SUZ 8   | SUG 9  | AUT 9  | MOT 6  | 42    | 6°   |
| 2023 | TGR Team au TOM'S   | Toyota GR Supra GT500 | GT500  | OKA 15 | FUJ 1   | SUZ 2  | FUJ 4   | SUZ 10  | SUG 7  | AUT 1  | MOT 1  | 45*   | 1°   |

*Stagione in corso

### Risultati in Super Formula
(legenda) (Le gare in grassetto indicano la pole position) (Le gare in corsivo indicano Gpv)
| Anno | Team                    | 1     | 2     | 3      | 4     | 5     | 6     | 7      | 8      | 9     | 10    | Punti | Pos. |
| ---- | ----------------------- | ----- | ----- | ------ | ----- | ----- | ----- | ------ | ------ | ----- | ----- | ----- | ---- |
| 2020 | Vantelin Team TOM'S     | MOT   | OKA 9 | SUG    | AUT 8 | SUZ   | SUZ   | FUJ    |        |       |       | 7     | 17º  |
| 2021 | Vantelin Team TOM'S     | FUJ 7 | SUZ 6 | AUT 4  | SUG 7 | MOT 8 | OKA 9 | SUZ 14 |        |       |       | 22    | 10º  |
| 2022 | Kuo Vantelin Team TOM'S | FUJ 5 | FUJ 3 | SUZ 18 | AUT 5 | SUG 6 | FUJ 4 | MOT 8  | MOT 14 | SUZ 5 | SUZ 3 | 64    | 4º   |
| 2023 | Vantelin Team TOM'S     | FUJ 5 | FUJ 4 | SUZ 1  | AUT 2 | SUG 1 | FUJ 3 | MOT 4  | SUZ 2  | SUZ 3 |       | 114.5 | 1º   |

*Stagione in corso

### Risultati nel WEC
| Anno    | Squadra          | Classe   | Vettura             | SEB | ALG | SPA | LMS | MON | FUJ | BHR |     | Punti | Pos. |
| ------- | ---------------- | -------- | ------------------- | --- | --- | --- | --- | --- | --- | --- | --- | ----- | ---- |
| 2023    | Kessel Racing    | LMGTE Am | Ferrari 488 GTE Evo |     |     |     |     |     | 3   |     |     | 15    | 20°  |
| Anno    | Squadra          | Classe   | Vettura             | QAT | IMO | SPA | LMS | SÃO | COA | FUJ | BHR | Punti | Pos. |
| 2024    | Akkodis ASP Team | LMGT3    | Lexus RC F GT3      |     |     | 10  |     |     |     |     |     | 1*    |      |
| Legenda |                  |          |                     |     |     |     |     |     |     |     |     |       |      |

* Stagione in corso.

### Risultati nel ELMS
| Anno    | Squadra     | Classe | Vettura  | BAR | LEC | IMO | SPA | MUG | ALG | Punti | Pos. |
| ------- | ----------- | ------ | -------- | --- | --- | --- | --- | --- | --- | ----- | ---- |
| 2024    | Cool Racing | LMP2   | Oreca 07 | 1   | Rit |     | 5   | 5   | 1   | 62    | 4°   |
| Legenda |             |        |          |     |     |     |     |     |     |       |      |

*Stagione in corso.

### Risultati nella 24 Ore di Daytona
| Anno | Team            | Co-Piloti                                       | Vettura        | Classe | Griri | Pos. | Class Pos. |
| ---- | --------------- | ----------------------------------------------- | -------------- | ------ | ----- | ---- | ---------- |
| 2024 | Vasser Sullivan | Frankie Montecalvo Aaron Telitz Parker Thompson | Lexus RC F GT3 | GTD    | 705   | Rit  | Rit        |

### Risultati 24 Ore di Le Mans
| Anno | Team        | Co-Pilota                     | Vettura         | Classe | Giri | Pos. | Class Pos. |
| ---- | ----------- | ----------------------------- | --------------- | ------ | ---- | ---- | ---------- |
| 2024 | Cool Racing | Lorenzo Fluxá Malthe Jakobsen | Oreca 07-Gibson | LMP2   | 289  | 26º  | 12º        |

### Risultati in Formula 2
(legenda) (Le gare in grassetto indicano la pole position) (Le gare in corsivo indicano Gpv)
| Stagione | Team             | 1   | 2   | 3   | 4   | 5   | 6   | 7   | 8   | 9   | 10  | 11  | 12  | 13  | 14  | 15  | 16  | 17  | 18  | 19  | 20  | 21  | 22  | 23  | 24  | 25  | 26  | 27  | 28  | Punti | Pos. |
| -------- | ---------------- | --- | --- | --- | --- | --- | --- | --- | --- | --- | --- | --- | --- | --- | --- | --- | --- | --- | --- | --- | --- | --- | --- | --- | --- | --- | --- | --- | --- | ----- | ---- |
| 2024     | Rodin Motorsport | BHR | BHR | JED | JED | ALB | ALB | IMO | IMO | MON | MON | CAT | CAT | RBR | RBR | SIL | SIL | HUN | HUN | SPA | SPA | MNZ | MNZ | BAK | BAK | LUS | LUS | YMC | YMC | 31    | 19°  |
| 2024     | Rodin Motorsport | 9   | 9   | 12  | 15  | 5   | 5   | 13  | 15  | 17  | 15  | 7   | 13  | 22  | Rit | 10  | 17  | 12  | 8   | 15  | 7   | 13  | 14  | Rit | 13  | 13  | 10  | 11  | 10  | 31    | 19°  |
| 2025     | ART Grand Prix   | ALB | ALB | BHR | BHR | JED | JED | IMO | IMO | MON | MON | CAT | CAT | RBR | RBR | SIL | SIL | SPA | SPA | HUN | HUN | MNZ | MNZ | BAK | BAK | LUS | LUS | YMC | YMC | 5*    |      |
| 2025     | ART Grand Prix   | 12  | C   | 9   | 14  | 18  | 16  | 6   | 16  | 10  | Rit | 13  | 9   |     |     |     |     |     |     |     |     |     |     |     |     |     |     |     |     | 5*    |      |

* Stagione in corso.

## Palmarès
- 1  Super Formula (2023)
- 1  Super GT(2023)
- 1  Super Formula Lights (2020)
- 2  F4 giapponese (2016 e 2017)